# Троєнбрітцен
Троєнбрітцен (нім. Treuenbrietzen) — місто в Німеччині, розташоване в землі Бранденбург. Входить до складу району Потсдам-Міттельмарк.
Площа — 211,33 км2. Населення становить 7423 ос. (станом на 31 грудня 2020 року).

## Демографія
- Динаміка населення з 1875 року в сучасних кордонах (Синя лінія: населення; Пунктир: відносна порівняльна динаміка населення землі Бранденбург; Сірий фон: період Третього Рейху; Помаранчевий фон: період НДР)
- Динаміка населення (синя лінія) і прогнози

| Рік  | Населення |
| ---- | --------- |
| 1875 | 9 422     |
| 1890 | 8 939     |
| 1910 | 9 226     |
| 1925 | 9 815     |
| 1939 | 12 239    |
| 1950 | 13 554    |
| 1964 | 11 114    |

| Рік  | Населення |
| ---- | --------- |
| 1971 | 10 961    |
| 1981 | 9 749     |
| 1985 | 9 626     |
| 1990 | 9 251     |
| 1995 | 9 240     |
| 2000 | 8 908     |
| 2005 | 8 475     |

| Рік  | Населення |
| ---- | --------- |
| 2010 | 7 776     |
| 2015 | 7 379     |
| 2016 | 7 460     |
| 2017 | 7 475     |
| 2018 | 7 405     |
| 2019 | 7 459     |
| 2020 | 7 423     |

Джерела даних вказані на Wikimedia Commons.

## Галерея

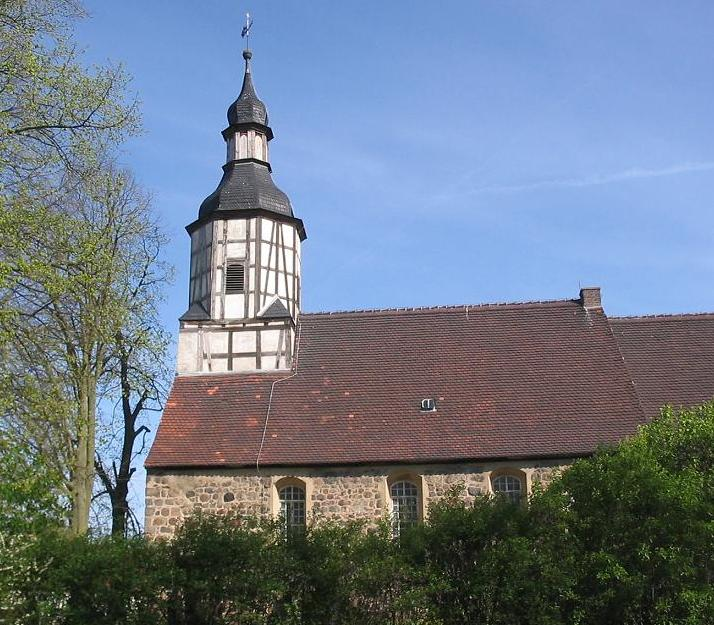
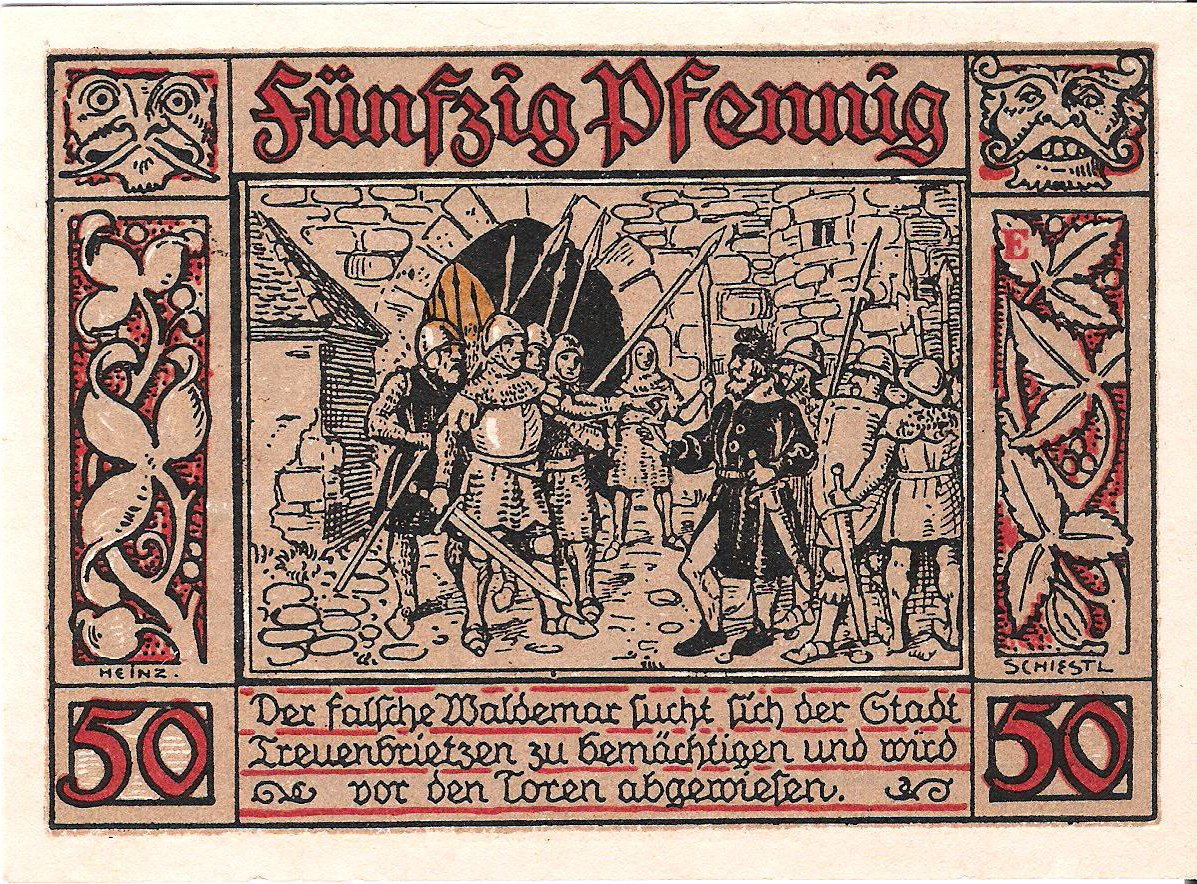
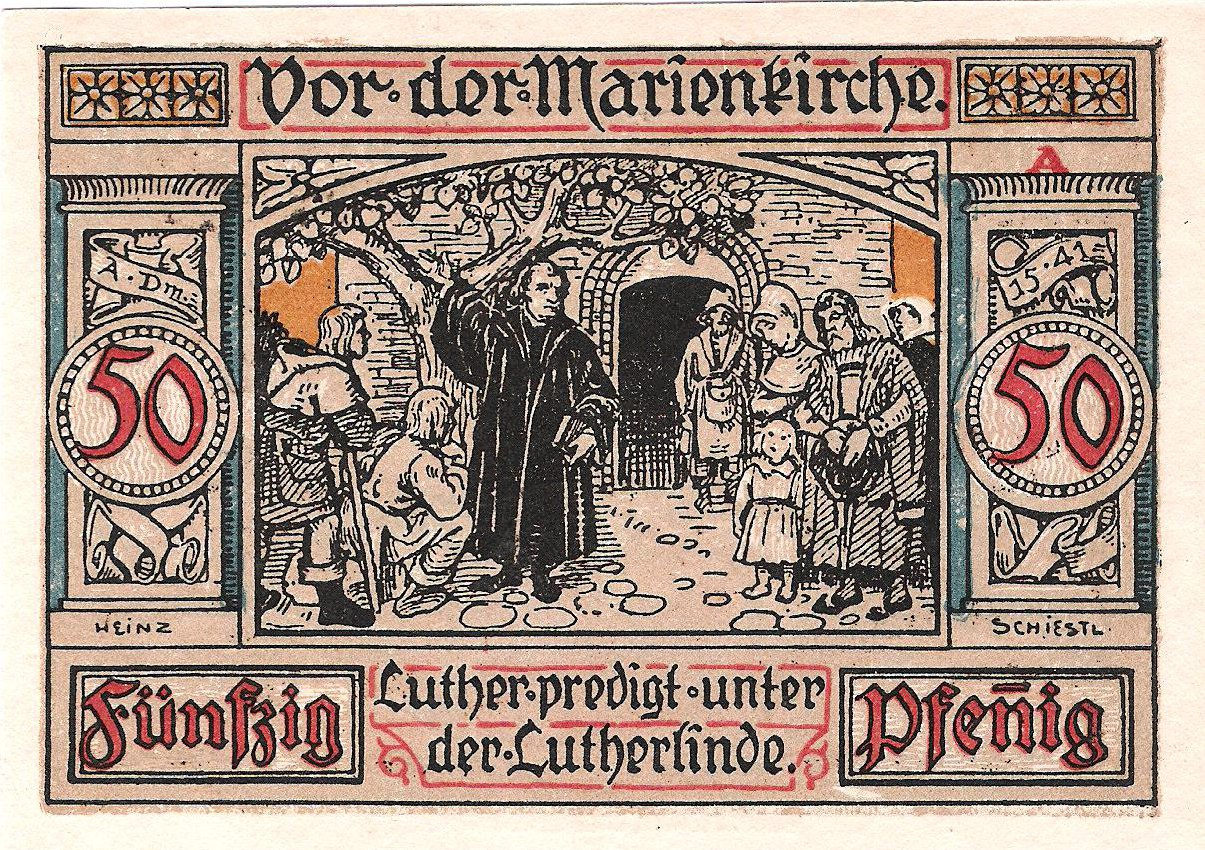
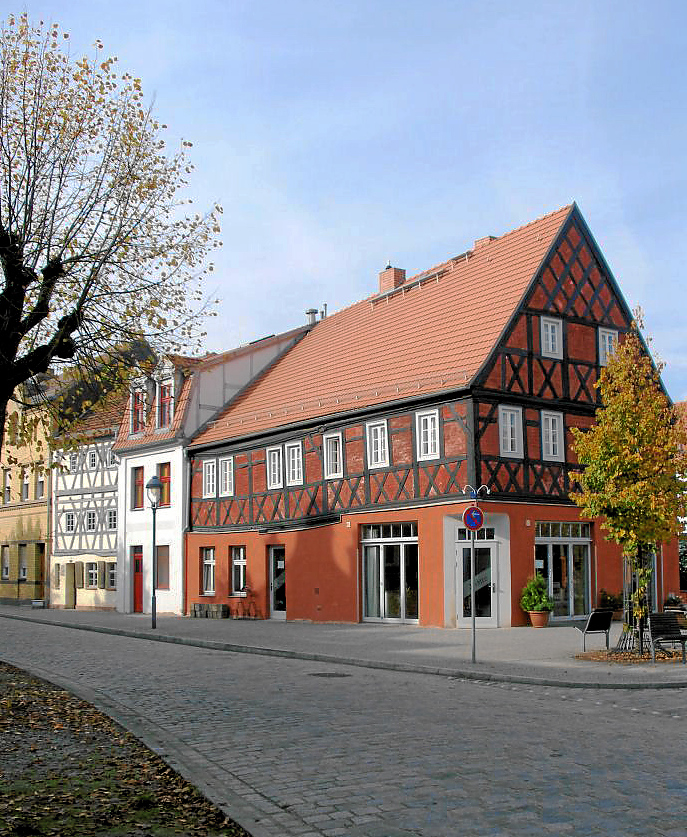
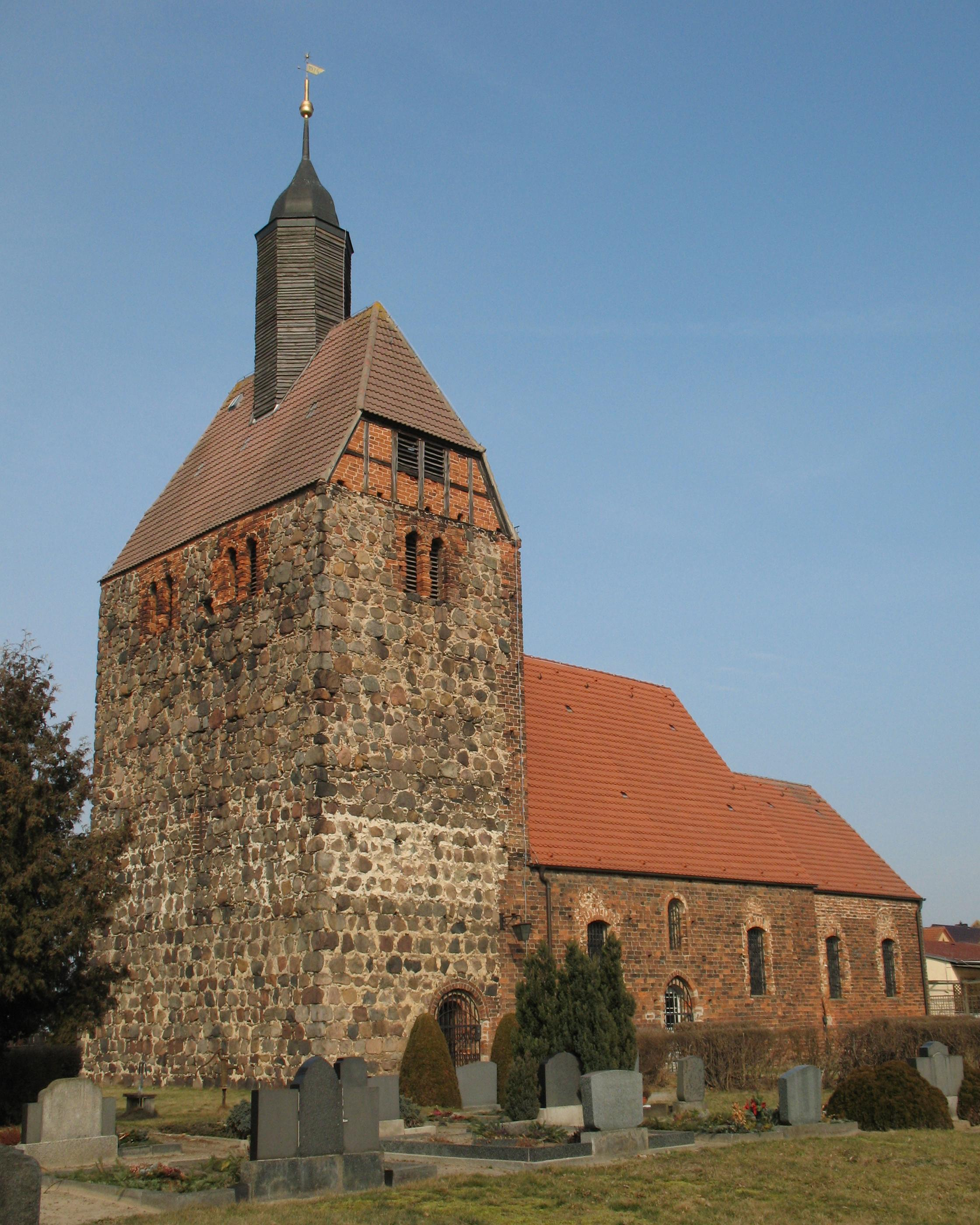
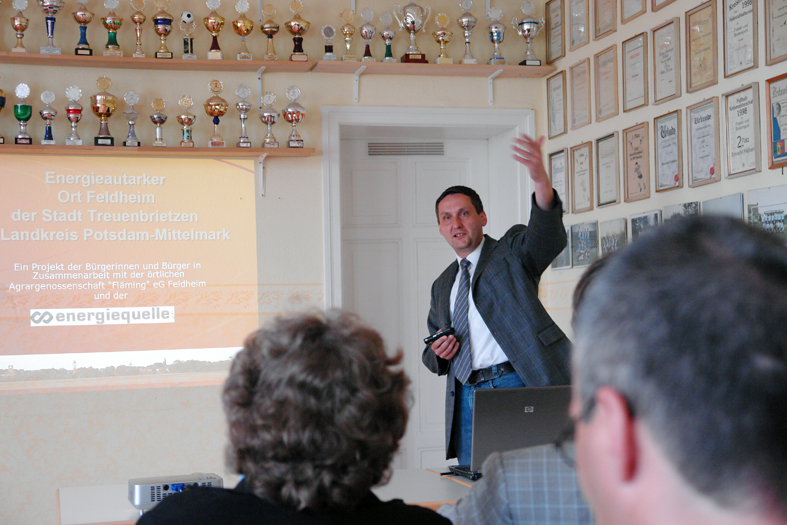